# Reactor d'aigua en ebullició simplificat econòmic

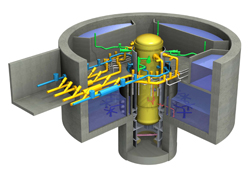
Vista retallada d'un disseny de contenció del reactor ESBWR d'energia nuclear de GE-Hitachi

El reactor d'aigua en ebullició econòmica simplificat (ESBWR) és un disseny de reactor de generació III+ amb seguretat passiva derivat del seu predecessor, el reactor d'aigua en ebullició simplificat (SBWR) i del reactor d'aigua en ebullició avançat (ABWR). Tots són dissenys de GE Hitachi Nuclear Energy (GEH) i es basen en dissenys anteriors de reactors d'aigua en ebullició.

## Sistema de seguretat passiva
Els sistemes passius de seguretat nuclear en un ESBWR funcionen sense utilitzar cap bomba, cosa que augmenta la seguretat, la integritat i la fiabilitat del disseny, alhora que redueix el cost global del reactor. També utilitza la circulació natural per impulsar el flux de refrigerant dins del recipient a pressió del reactor (RPV); això es tradueix en menys sistemes per mantenir, i impedeix baixes importants de BWR, com ara trencaments de la línia de recirculació. No hi ha bombes de circulació ni canonades associades, fonts d'alimentació, intercanviadors de calor, instrumentació o controls necessaris per a aquests sistemes.
Els sistemes de seguretat passiva d'ESBWR inclouen una combinació de tres sistemes que permeten la transferència eficient de la calor de desintegració (creada a partir de la desintegració nuclear) del reactor a les piscines d'aigua fora de la contenció. – el sistema de condensador d'aïllament, el sistema de refrigeració per gravetat i el sistema de refrigeració passiu de contenció. Aquests sistemes utilitzen la circulació natural basada en lleis simples de la física per transferir la calor de desintegració fora de la contenció mentre mantenen els nivells d'aigua dins del reactor, mantenint el combustible nuclear submergit a l'aigua i refrigerat adequadament.
En els esdeveniments en què el límit de pressió del refrigerant del reactor roman intacte, el sistema de condensador d'aïllament (ICS) s'utilitza per eliminar la calor de desintegració del reactor i transferir-la fora de la contenció. El sistema ICS és un sistema de bucle tancat que connecta el recipient a pressió del reactor amb un intercanviador de calor situat a l'elevació superior de l'edifici del reactor. El vapor surt del reactor a través de la canonada de l'ICS i viatja als intercanviadors de calor de l'ICS que estan submergits en una gran piscina. El vapor es condensa als intercanviadors de calor i el condensat més dens torna a baixar al reactor per completar el bucle de refrigeració. El refrigerant del reactor es fa circular per aquesta ruta de flux per proporcionar un refredament continu i afegir aigua al nucli del reactor.
En els casos en què el límit de pressió del refrigerant del reactor no es manté intacte i l'inventari d'aigua al nucli s'està perdent, el sistema de refrigeració de contenció passiva (PCCS) i el sistema de refrigeració per gravetat (GDCS) treballen conjuntament per mantenir el nivell d'aigua al nucli i eliminar la calor de desintegració del reactor transferint-la fora de la contenció.
Si el nivell d'aigua dins del recipient a pressió del reactor baixa a un nivell predeterminat, a causa de la pèrdua d'inventari d'aigua, el reactor es despresuritza i s'inicia el GDCS. Consisteix en grans piscines d'aigua dins de la contenció situada per sobre del reactor que estan connectades al recipient a pressió del reactor. Quan s'inicia el sistema GDCS, la gravetat obliga l'aigua a fluir de les piscines al reactor. Les piscines tenen la mida de proporcionar quantitats suficients d'aigua per mantenir l'aigua a un nivell per sobre de la part superior del combustible nuclear. Després que el reactor s'hagi despresuritzat, la calor de descomposició es transfereix a la contenció a mesura que l'aigua dins del reactor bull i surt del recipient a pressió del reactor cap a la contenció en forma de vapor.

## Procés de revisió del disseny del NRC
L'ESBWR va rebre un informe positiu d'avaluació de seguretat i l'aprovació final del disseny el 9 de març de 2011. El 7 de juny de 2011, l'NRC va completar el seu període de comentaris públics. La regla final es va emetre el 16 de setembre de 2014, després de resoldre dos problemes pendents amb el modelatge de càrregues de GE-Hitachi a l'assecador de vapor.
El gener de 2014, GE Hitachi va pagar 2,7 milions de dòlars per resoldre una demanda al·legant que va fer afirmacions falses a l'NRC sobre la seva anàlisi de l'assecador de vapor.
L'NRC va aprovar el disseny el setembre de 2014.